# Método Dorn
Método Dorn é uma forma de manual holística, e pode ser usada para corrigir distorções reivindicadas, na coluna vertebral, e em outras articulações.